# ميل لانتيرن
ميل لانتيرن (بالإنجليزية: Mel Lintern)‏ هو لاعب كرة قدم بريطاني في مركز الهجوم، ولد في 17 مايو 1950 في سيتون ديلافل ‏ في المملكة المتحدة. لعب مع بورت فايل ونادي كارلايل يونايتد.